# Pleszka białogłowa
Pleszka białogłowa (Phoenicurus leucocephalus) – gatunek małego ptaka z rodziny muchołówkowatych (Muscicapidae) występujący w Azji. Nie jest zagrożony.
SystematykaGatunek ten po raz pierwszy zgodnie z zasadami nazewnictwa binominalnego opisał w 1831 roku Nicholas Aylward Vigors. Autor nadał mu nazwę Phœnicura leucocephala, a jako miejsce typowe wskazał Himalaje, co w 1924 roku uściślono do dystryktu Shimla-Almora. Gatunek bywał przez niektórych autorów wydzielany do monotypowego rodzaju Chaimarrornis Hodgson, 1844. Nie wyróżnia się podgatunków.

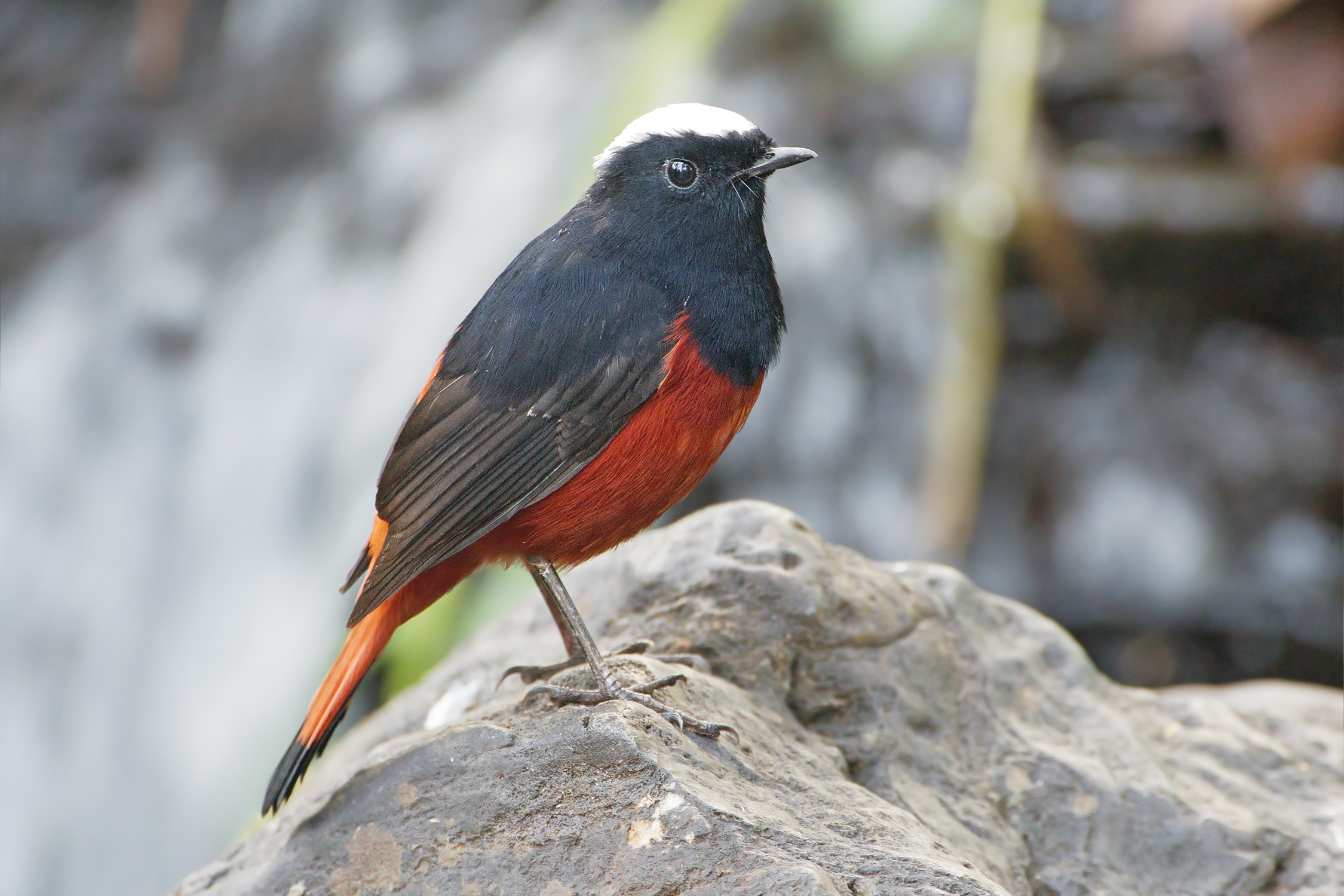
Osobnik sfotografowany w Tajlandii

MorfologiaDługość ciała 18–19 cm; masa ciała 24–42 g. Obie płcie są do siebie podobne. Na głowie charakterystyczna biała „czapeczka”.
WystępowanieWystępuje od Azji Środkowej przez Himalaje po wschodnie Chiny i północne Indochiny. W okresie lęgowym żyje w górach, po lęgach schodzi w niższe partie gór.
Został stwierdzony w Polsce, ale ma status uciekiniera z niewoli i nie został zaliczony do polskiej awifauny (kategoria E według Komisji Faunistycznej Sekcji Ornitologicznej PTZool).
PożywienieŻywi się głównie owadami, sporadycznie jagodami i nasionami traw.
StatusIUCN uznaje pleszkę białogłową za gatunek najmniejszej troski (LC, Least Concern). Liczebność populacji nie została oszacowana; w zależności od miejsca występowania ptak ten może być pospolity lub rzadki. Ze względu na brak dowodów na spadki liczebności bądź istotne zagrożenia dla gatunku BirdLife International uznaje trend liczebności populacji za prawdopodobnie stabilny.